# Som du vil ha' mig - !
Som du vil ha' mig - ! er en dansk spillefilm fra 1943 instrueret af Johan Jacobsen og efter manuskript af Tancred Ibsen.
Marguerite Viby, Gunnar Lauring og Ebbe Rode er i de centrale roller.
Filmen er baseret på Alex Brinchmanns skuespil Karusell, der også blev filmatiseret i Norge og Sverige.
Musikken er komponeret af Kai Møller.

## Handling
Gustav Hellberg, en kendt og velhavende arkitekt, er gift med Helene, og de har to små børn. Gustav er en livlig og meget selskabeligt anlagt herre, som kan lide at flirte og feste. Helene derimod er sød og huslig og foretrækker at være hjemme, hvilket bevirker en stadig irritation med stikpiller fra begge sider. En aften træffer Gustav i et selskab en dr. Frederik Holm, der eksperimenterer med hormonpræparater og har opnået udmærkede resultater med høns og marsvin..

## Medvirkende
- Ebbe Rode, Frederik Holm, Dr. Med.
- Gunnar Lauring, Gustav Hellberg, Arkitekt
- Marguerite Viby, Helene, Hellbergs Kone
- Hanne Kruse, Greta, Hellbergs Datter
- Erling Schroeder, Stefan Dweller, en berømt Pianist
- Sigrid Horne-Rasmussen, Eva
- Inger Stender, Ellinor
- Elith Pio, Valdemar Mogensen
- Randi Michelsen, Magrethe, Mogensens Hustru
- Petrine Sonne, Frk. Sørensen, ansat hos Dr. Holm